# Nerakløften-Beușnița Nationalpark
Nerakløften-Beușnița Nationalpark (rumænsk: Parcul Național Cheile Nerei-Beușnița) (nationalpark kategori II IUCN) er et beskyttet område beliggende i Rumænien i distriktet Caraș-Sverin.

## Beliggenhed
Nationalparken  ligger ved landets sydvestlige grænse, i den sydlige del af Anina-bjergene (bjerggruppe i Banat-bjergene), i Caraș-Severin  ved  floden Nera midterste løb og ved den øvre del af floden  Beu.

## Beskrivelse
Nerakløften-Beușnița Nationalpark med et areal på 36.758 ha blev erklæret naturligt beskyttet område af lov nr. 5 af 6. marts 2000 (offentliggjort i den rumænske officielle avis, Monitorul Oficilal nummer.152 den 12. april 2000) og repræsenterer et bjergrigt område (bjergtoppe, cirques, sprækker, huler, dale, kløfter, vandfald), der beskytter en lang række af flora og fauna; nogle af arterne er endemiske eller meget sjældne.
Beskyttede områder inkluderet i parken: Nerakløften-Beușnița, Șușara Kløften, Ducin, Bigarvandfaldet, Izvoarele Nerei, Lisovacea og Valea Ciclovei-Ildia.

### Klima
Klimaet er et tempereret kontinentalt, med moderate vintre, varme somre, lav termisk amplitude, med rig nedbør, med middelhavspåvirkninger.

### Hydrologi
Det hydrologiske netværk omfatter Nera-floden og dens bifloder: Coșava, Bănia, Beu, Ducin, Miniș, Nerganița, Prigor, Rudăria og Șopotu.

## Flora og fauna

### Flora
På det beskyttede områdes område er det blevet identificeret flere arter af flora med europæiske elementer, centraleuropæiske og euro-asiatiske. 

### Fauna
Arter af pattedyr: brun bjørn (Ursus arctos), hjort (Cervus elaphus), rådyr (Capreolus capreolus), ulv (Canis lupus), vildsvin (Sus scrofa), europæisk odder (Lutra lutra), los (Lynx linx), vildkat (Felis silvestris), skovmår (Martes martes), grævling (hanner hanner), dværgspidsmus (Sorex minutus ), Blasius hestesko flagermus (Rhinolophus blasii) eller mindre museøret flagermus (Myotis blythii).
Fuglearter : kongeørn (Aquila chrysaetos), lille skrigeørn (Aquila pomarina), almindelig isfugl (Alcedo athis), hjerpe (Bonasa bonasia), blå kærhøg (Circus cyaneus), stor hornugle (Bubo bubo), slangeørn (Circaetus gallicus), lille fluesnapper (Ficedula parva), hvepsevåge (Pernis apivorus), natravn (Caprimulgus europaeus), gråspætte (Picus canus), slagugle (Strix uralensis), engsnarre (Crex crex), høgesanger (Sylvia nisoria), rødrygget tornskade (Lanius collurio), hortolan (Emberiza hortulana), ellekrage (Coracias garrulus), hedehøg (Circus pygargus) eller mellemflagspætte (Dendrocopos medius).
Arter af krybdyr, padder og frøer: hugorme (Vipera berus), smaragdfirben (Lacerta viridis), glatsnog (Coronella austriaca), ildsalamander (Salamandra salamandra), bjergsalamander (Triturus alpestris), skrubtudse (Bufo bufo) eller gulbuget tudse (Bombina veriegata).
Fiskearter: Donausandkryber (Gobio uranoscopus), middelhavsbarbe (Barbus meridionalis),  streber (Zingel streber), Balkansk Pigsmerling (Cobitis elongata), Kesslers grundling (Gobio kessleri) eller Europæisk bitterling (Rhodeus sericeus amarus).

## Adgang
- Nationalvej DN57B Oraviţa - Sasca Montană - Şopotu Nou - Cărbunari - Bozovici - Anina
- Nationalvej DN57B Reşiţa - Caraşova - Anina

## Galleri
- Vildkat
- Ellekrage
- Mannaask
- Vaioaga vandfald.
- Beușnița (Beu) flodleje.
- Beușnița (Beu) flodleje.
- Beușnița (Beu) flodleje.
- Cascade Beusnita (Beușnița).